# Pantalla láser
Pantalla láser se refiere tanto a la tecnología de fabricación de pantallas, como a la tecnología de visualización y proyección de video basada en optoelectrónica que utiliza luz láser. Está siendo desarrollada por varias compañías de electrónica para el hogar, como Hisense y Mitsubishi.

## Visión general
El avance de los píxeles en pantalla viene de los tres láseres que emiten un rayo de cada uno de los tres colores primarios rojo, verde y azul (RGB).

### Funcionamiento
El láser de color rojo se viene utilizando en aplicaciones informáticas y electrónicas desde hace tiempo, por lo que es una tecnología suficientemente probada e implementada. Sin embargo, no ocurre lo mismo en el caso de los láseres que emiten en las longitudes de onda azul y verde. La radiación de estos colores presenta una menor longitud de onda, y se sigue trabajando en el desarrollo de dispositivos semiconductores para conseguir buenos resultados en el campo de la imagen, ya que es importante que la potencia del rayo emitido sea la correcta.

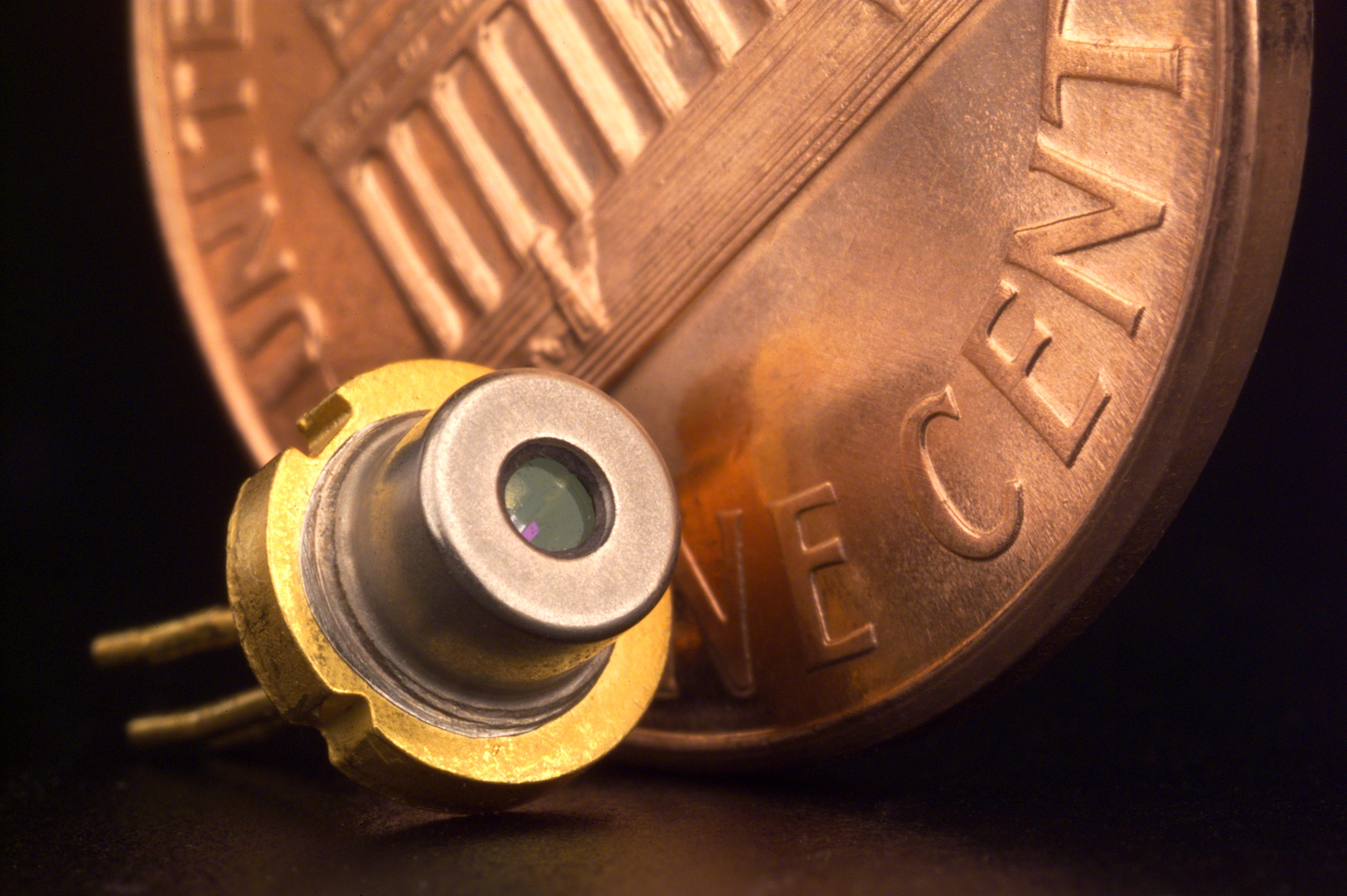
La imagen muestra el tamaño relativo de un diodo láser encapsulado con respecto a un centavo.

El desarrollo de otras tecnologías, que usan láseres como el Blu-ray o el HD DVD ha contribuido enormemente en la fabricación de buenos emisores de otros colores distintos al rojo.
Por ejemplo, se ha avanzado mucho en la investigación del láser azul, si bien las aplicaciones en este campo (lectura/escritura de datos en soporte magnético) son bastante diferentes. Con estos haces de luz se pueden construir pantallas más ligeras y de menor consumo. La profundidad de la pantalla también es menor, ya que todo el sistema de proyección está "condensado" en la base de la pantalla, algo que le otorga una seria ventaja respecto a otras tecnologías competidoras.

#### GLV
El componente principal en el que se basa todo el funcionamiento de este sistema de visualización recibe el nombre de Grating Light Valve.
Se trata de una válvula conformada por seis rejillas recubiertas de un material reflectante, tres de ellas fijas y las otras restantes, móviles. Las tres rejillas móviles se mueven según el voltaje de entrada. Si a estas se les aplica el máximo voltaje, se alinearan perfectamente con las tres rejillas fijas, difractando la máxima cantidad de la luz láser incidente (lo que correspondería al valor 255). En cambio, si el voltaje de entrada es el mínimo, no difractaremos (se reflejará completamente) ese color.
En el interior de una pantalla láser hay una GLV para cada componente de color de los 1080 píxeles que se dibujan, simultáneamente, en pantalla (3240 en total).

#### Filtro de Fouriery combinación de colores
La luz láser de cada componente RGB difractada por la válvula GLV llega hasta una lente encargada de recogerla y de descartar la luz reflejada. Esta separación se consigue mediante un filtro de Fourier.
Una vez que la luz difractada ha sido recolectada por la lente, se realiza la combinación final de los tres colores primarios RGB para formar el haz de luz definitivo que corresponderá al color del píxel.
Antes de llegar al espejo de escaneado, la luz láser pasa por una lente de proyección, para darle la suficiente potencia y evitar problemas de visualización en pantalla que podrían ocurrir si la intensidad del haz fuera demasiado baja.

#### Espejo de escaneado
Cada uno de los haces de luz láser de los que hablamos en los anteriores apartados (1080 en total) inciden sobre el espejo de escaneado. Este espejo gira sobre un eje vertical de forma que puede recorrer la pantalla de izquierda a derecha para ir dibujando las distintas líneas horizontales sobre la pantalla.
En el primer paso del barrido, el espejo dibujará en pantalla una línea horizontal hasta lograr 1080 de ellas y así obtener la imagen en pantalla.

### Diferencias respecto a otros sistemas
La principal diferencia del sistema respecto a los ya implantados es que, en lugar de realizar un barrido por líneas horizontales, se dibuja toda una línea vertical a la vez.
Con respecto a la frecuencia de actualización de la pantalla es de 50 o 60 Hz (imágenes por segundo) y cada píxel cambia a una frecuencia de 115 kHz (frecuencia a la que conmuta cada válvula GLV).
Como resultado obtenemos una imagen final con más brillo y más claridad. Además, por la propia electrónica implementada en el sistema, las pantallas son ligeras y muy delgadas (mucho más que las pantallas LCD o de Plasma).

#### Comparación con los sistemas actuales
Se espera que las nuevas pantallas basadas en luz láser puedan competir en precio con los sistemas ya implantados.
Como ventaja, presenta la ligereza y delgadez de las pantallas y, según sus creadores, con una mayor calidad de imagen. En contra tienen que tanto las pantallas LCD, como las pantallas de plasma, llevan ya un tiempo en el mercado y, a ojos del gran público, se ven como sistemas más maduros.

#### Conclusión
En definitiva, el sistema de pantalla láser basado en GLV parece un avance importante ya que está implementado en un espacio menor del necesario en sistemas anteriores y, al parecer, con una calidad como mínimo igual, si no superior.
Lo único que falta por ver es la aceptación que el mercado ofrece a esta nueva tecnología, y en esa fase influyen muchos factores más que los meramente tecnológicos.
Juegan a su favor la proliferación de los sistemas home cinema y una mayor demanda de calidad por parte de los usuarios, a la hora de ver televisión en el hogar, además de la progresiva implantación del sistema HDTV (con el que la pantalla láser es compatible).
MindSmack Corporation será la primera empresa en implementar las pantallas láser en los ordenadores portátiles.

## Tecnología Necsel
Novalux es una empresa ubicada en el Silicon Valley que creó la tecnología de láser "Necsel"; un tipo de semiconductor láser que presenta las características ópticas y físicas necesarias a un coste ideal para aplicaciones de visualización de imágenes de uso masivo.
Según Novalux, sus nuevas pantallas de tecnología láser presentan las siguientes especificaciones:
- Proporcionan una paleta de colores más rica e intensa que las pantallas convencionales de plasma, LCD y CRT
- Tienen la mitad de peso y costo que las pantallas de plasma o LCD
- Presentan un consumo aproximadamente un 75% menor que las pantallas de plasma o LCD
- Son tan delgadas como las pantallas de plasma o LCD actuales
- Son capaces de mostrar un muy amplio gamut[2] de color
- Tienen una vida útil de unas 50.000 horas

Ya que este tipo de tecnología láser es compacta, luminosa y de bajo costo, puede ser utilizada en pantallas de teléfonos celulares y PDAs. El dispositivo también puede proyectar las imágenes sobre cualquier pared conservando la misma calidad de color y brillo.
Algunos fabricantes importantes de TV han indicado que ellos no tienen planes para incorporar la tecnología láser a su línea de productos.